# Michelle Buteau
Michelle Buteau (New Jersey, 24 luglio 1977) è una comica, attrice, conduttrice televisiva e conduttrice radiofonica statunitense.

## Biografia
Nata e cresciuta nel New Jersey da padre haitiano d'origini in parte libanesi e da madre giamaicana d'origini in parte francesi, Michelle Buteau ha frequentato la  Florida International University e inizialmente aveva preso in considerazione la carriera della giornalista. Dopo cinque anni di stand-up comedy, ha ottenuto il suo primo ruolo principale per Comedy Central. Nel 2018 ha iniziato a condurre il podcast Late Night Whenever!, lodato dal Time. L'anno successivo è apparsa nei film Netflix Non è romantico? e Finché forse non vi separi e nella miniserie Tales of the City. Nello stesso anno le è stata affidata la conduzione del reality The Circle. Nel 2021 ha vinto un  Critics' Choice Television Award.

## Filmografia

### Cinema
- Non è romantico? (Isn't It Romantic), regia di Todd Strauss-Schulson (2019)
- Someone Great, regia di Jennifer Kaytin Robinson (2019)
- Almost Love, regia di Mike Doyle (2019)
- Finché forse non vi separi (Always Be My Maybe), regia di Nahnatchka Khan (2019)
- Work It, regia di Laura Terruso (2020)
- Non ti presento i miei (Happiest Season), regia di Clea DuVall (2020)
- The Stand In, regia di Jamie Babbit (2020)
- Marry Me - Sposami (Marry Me), regia di Kat Coiro (2022)
- Crush, regia di Sammi Cohen (2022)
- Sognando Marte (Moonshot), regia di Christopher Winterbauer (2022)
- Clerks III, regia di Kevin Smith (2022)
- Babes, regia di Pamela Adlon (2024)
- Alexander e il terribile, orribile, abominevole ma veramente bruttissimo viaggio (Alexander and the Terrible, Horrible, No Good, Very Bad Road Trip), regia di Marvin Lemus (2025)

### Televisione
- Key & Peele - serie TV, 2 episodi (2012-2013)
- China, IL – serie TV, 6 episodi (2013)
- Enlisted – serie TV, 11 episodi (2014)
- The Tick – serie TV, 2 episodi (2017)
- First Wives Club – serie TV, 19 episodi (2019-2021)
- Tales of the City – serie TV, 5 episodi (2019)
- Bless the Harts - serie TV, 7 episodi (2019-2020)
- Survival of the Thickest - serie TV, 16 episodi (2023-in corso)

## Doppiatrici italiane
Nelle versioni in italiano delle opere in cui ha recitato, Michelle Buteau è stata doppiata da:
- Rachele Paolelli in Sognando Marte